# Шабанова, Рафига Махмудовна
Рафига́ Махму́довна Шаба́нова (Рафига́ Махму́д кызы́ Шаба́нова, азерб. Rəfiqə Mahmud qızı Şabanova; род. 31 октября 1943, Баку) — советская гандболистка, заслуженный мастер спорта СССР (1976), Заслуженный тренер Азербайджана, Заслуженный деятель физической культуры и спорта Азербайджанской ССР (1982). Вице-президент Федерации гандбола Азербайджана.

## Биография
Гандболом занималась с 19 лет. Выступала за клуб «Спартак» / ФСТ / «Автомобилист» (Баку). 
Окончила Азербайджанский государственный институт физкультуры и спорта (1968).
Обладательница Кубка ЕГФ 1982/83. Бронзовый призёр Спартакиад народов СССР 1975 года и 1979 года в составе сборной Азербайджанской ССР. Серебряный (1970—1974, 1976—1977) и бронзовый (1965, 1978, 1980, 1982—1984) призёр чемпионатов СССР. 
Олимпийская чемпионка (1976). Награждена медалью «За трудовое отличие» и азербайджанским орденом «Слава».
Являлась главным тренером женской сборной Азербайджана по гандболу и бакинского клуба АБУ.
Вице-президент Федерации гандбола Азербайджана.

## Награды
- Орден «Слава» (10 октября 2002) — по случаю 10-летия создания Национального олимпийского комитета Азербайджана, за заслуги в развитии физического воспитания и спорта[5]
- Медаль «За трудовое отличие»
- Заслуженный мастер спорта СССР (1976)
- Заслуженный тренер Азербайджана
- Заслуженный деятель физической культуры и спорта Азербайджанской ССР (1982)
- Почётный диплом Президента Азербайджанской Республики (12 ноября 2022) — по случаю 30-летнего юбилея создания Национального олимпийского комитета Азербайджанской Республики и за заслуги в развитии спорта[6]
- Специальная олимпийская стипендия Президента Азербайджанской Республики (10 октября 2002)[7]